# Андрій Наливайко
Андрій Наливайко — козацький полковник.

## Життєпис
Мав маєток на Волині, може, був родичем Северина. Служив у війську Лжедмитрія ІІ, перша згадка про нього — листопад 1609 р.: як отаман перебував у Вязьмі в групі Вєлогловського, зі 100 вояками ескортував послів короля Сігізмунда ІІІ до відділів Лжедмітрія. У грудні 1609 Наливайко разом з козацьким отаманом Данилом та Левонтієм, Григорієм і Володимиром напали на Кривандинську та Польську волості Володимирського повіту Замосковного краю Московського царства і спустошили з десяток поселень.
У липні 1610 року полк А. Наливайка у складі 30-тисячного корпусу Війська Запорозького взяв участь у знаменитій Клушинській битві.
Найправдоподібніше, перебував серед тих кількох тисяч козаків-запорожців, які перейшли на службу до короля (початок жовтня 1610), водночас підтримували зв'язки з Яном Петром Сапігою; перед 14 січня 1611 здобули штурмом Алєксін. Пізніше його загін став у Сіверщині.
5 липня 1611 року Новогрудський сеймик доручив Адаму Бєліковічу передати лист-подяку Янушу Радзивіллу за участь в придушенні повстання під проводом А. Наливайка, яке захопило також Слуцьк.
25 лютого 1612 року Андрій Наливайко воював біля Боровичів (зараз Новгородська обл. Росії).
В серпні-вересні 1612 брав участь в поході Яна Кароля Ходкевича на Москву. Російські джерела оцінили його військо у 8000 козаків (всього було 5000). Під час повернення після Кірхгольма затримався, хотів рушити на північ; після отримання інформації про похід короля Речі Посполитої наказав козакам чекати, але частина їх розійшлася північною Руссю-Московією, Заволжям. Після невдалої облоги Волочка військо короля повернулось, загін Андрія Наливайка (за оцінками росіян, 4-7 тис.) залишився.
Наприкінці 1612 рушив, спустошуючи край, через околиці Торжка під Устюжну Желєзную, де став табором 23 грудня 1612. Після цього появився під Старіцею, звідки на початку 1613 перейшов до Устріци, Чєрєнскої (околиці Великого Новгорода), висилаючи малі загони вглиб. В березні 1613 знаходився під Калугою, потім ще півроку був в Московії. Наприкінці серпня, під тиском Д. Чєркаского, М. Бутурліна пішов на захід від Смоленська, на початку жовтня розпочав разом з Хвастовцем марш до Слуцька, але Ян Кароль Ходкевич зміг завернути ці загони на схід. Спустошили Білорусь під час переходу, зупинились в Мстиславському воєводстві. Через труднощі з виживанням почали робити шкоди, Я. К. Ходкевич з половини листопада утримував їх обіцянками виплати грошей, по які звертався до короля; в лютому 1614 уклав домовленість з А. Наливайком та Хвастовцем, обіцяючи 30000 злотих, які частково виплатив. 12 березня Я. К. Ходкевич дав наказ загону А. Наливайка вийти з Мозирського повіту, йти на Низ, додому. А. Наливайко повернувся додому, частина вояків залишилась, взяла участь у виправі Олександра Лі(и)совського в 1614 році.
Брак подальшої інформації дозволяє припустити про його смерть в цім часі.